# Théodore Deloffre
Théodore Deloffre est un officier de la marine français né à Lorient le 28 septembre 1787 et mort à Paris 8e le 2 février 1864.

## Biographie
Théodore Deloffre est le fils de Pierre Antoine Deloffre, originaire de Paris, sergent major du régiment de Rohan au moment de sa naissance, et de Suzanne Brunet, originaire de Nyons, dans le Dauphiné, mariés depuis le 25 juillet 1769. 
La patrie étant en danger, tous les garçons Deloffre se sont engagés dans la marine militaire. Théodore Deloffre s'est engagée à 11 ans comme mousse sur la canonnière la Dédaigneuse. Son père et deux de ses frères sont tués à la bataille de Dal. Un frère à embarqué sur l'Indomptable est tué à la bataille d'Algésiras. Un autre est emporté par un boulet à la bataille de Trafalgar. Pendant la bataille d'Algésiras, Théodore Deloffre est novice sur la frégate la Thémis et il est gravement blessé à la tête par un éclat.
Ayant perdu une partie de sa famille, il décide de passer des examens pour s'élever dans la hiérarchie de la marine. En 1808, il est reçu aspirant de 2e classe, en 1812, aspirant de 1re classe et cinq mois plus tard, enseigne de vaisseau.
Le 5 novembre 1813, il embarque sur l'Agamemnon. Il participe au combat contre une escadre de la Royal Navy devant Toulon. Son courage pendant cette bataille permet de sauver le navire qui peut rentrer dans la rade de Toulon et lui vaut d'être proposé pour la croix de chevalier de la Légion d'honneur par l'amiral Émeriau.
Entre 1814 et 1816, il est employé sur plusieurs navires : la gabare la Durance, la frégate la Médée, la gabare la Chevrette. À bord de ce dernier navire, il a fait partie de la mission hydrographique de la Méditerranée en 1816 sous le commandement du capitaine Henri Gautier. Cette mission a duré trois années. Il était chargé des observations astronomiques, de la marche des chronomètres et des calculs. Tous les hivers, il se rendait au dépôt de la marine, à Paris, pour dresser les cartes. Il a rédigé un mémoire sur la tenue des montres marines à la mer et sur les calculs qui s'y rattachent.
En 1820, il embarque comme second et officier hydrographe sur la canonnière la Foudre commandée par le capitaine de Hell qui doit permettre de faire des relevés des côtes de Corse pour compléter ceux des côtes de France faits par Charles-François Beautemps-Beaupré. Ces relevés ont été faits au cours de trois campagnes. C'est au cours de ces campagnes qu'il a été fait successivement chevalier de la Légion d'honneur, lieutenant de vaisseau et chevalier de Saint-Louis.
En 1824, il reçoit le commandement de la corvette la Lionne qui fait partie de l'escadre dans les mers du Levant sous le commandement de l'amiral Henri de Rigny. En 1826, l'amiral de Rigny le propose pour le grade de capitaine de frégate.
De retour à Toulon, il est nommé commandant du brick la Comète qui est en service le long des côtes méditerranéennes. Il accompagne Ferdinand de Lesseps quand il présente ses lettres de créance au bey de Tunis, le 21 avril 1828. Il est recommandé de nouveau par le contre-amiral de Martineng, préfet maritime par intérim de Toulon, le 24 septembre 1829. Il est nommé capitaine de frégate le 30 novembre 1829.
Il participe à la grande expédition d'Alger. Après avoir recherché en des bâtiments en Italie pour le transport des troupes, il embarque sur le Trident et assiste au débarquement  de Sidi-Ferruch sous le commandement de l'amiral Dureppé. Il est nommé capitaine de plage chargé de l'organisation du débarquement du matériel et des vivres. Après la prise d'Alger, il reçoit le commandement du port.
Le 12 octobre 1830, il est nommé commandant du brick le Dragon. Il participe à l'expédition du Tage sous les ordres du contre-amiral Albin Roussin. Après le succès de cette opération, il est chargé de rapporter les faits à Paris. Il est alors nommé officier de la Légion d'honneur.
Le 6 décembre 1833, il reçoit le commandement de la frégate La Victoire et d'une division de six navires. Il est chargé de la station des côtes occidentales de l'Espagne au moment des troubles au début du règne d'Isabelle II. Il est promu capitaine de vaisseau en 1835. Il reçoit le commandement du vaisseau le Iéna.
En 1837, il est nommé à Bône comme commandant de la marine pendant l'expédition de Constantine. Il est nommé commandeur de la Légion d'honneur. Sa décoration lui est remise par le maréchal Valée. Après son retour à Bône, il est chargé du balisage et du service des phares sur le littoral, en Corse et en Sardaigne.
En 1840 et 1842, il a le commandement du Scipion dans l'escadre de la Méditerranée de l'amiral Casy. Il navigue entre Toulon, le Levant et Brest.
Ayant quitté le Scipion, il est nommé le 14 décembre 1842 membre adjoint du Conseil des travaux de la marine. Il est nommé titulaire le 13 novembre 1843.
Il est promu contre-amiral le 14 août 1845 et préfet maritime de Cherbourg le 22 juillet 1846 en évitant les désordres pendant la révolution de 1848. En 1850, pendant une visite à Cherbourg, le président de la République, Louis-Napoléon Bonaparte, lui remet la décoration de grand officier de la Légion d'honneur. En janvier 1852, il quitte la préfecture maritime de Cherbourg pour entrer au Conseil des travaux de la marine. Le 28 septembre 1855, il arrive au terme de son service actif. Il avait passé 55 ans de service effectif, dont 33 ans à la mer. 
Il est placé dans la 2e section du cadre de l'état-major de l'armée navale. Il est nommé dans la section des anciens navigateurs du Bureau des longitudes par décret de Napoléon III du 29 juillet 1854. Peu après, il est nommé vice-président du Bureau.
Il est inhumé le 5 février 1864 au cimetière de Montmartre 9e division.

## Distinctions
- Chevalier de la Légion d'honneur, le 28 avril 1821.
- Officier de la Légion d'honneur, le 20 août 1831.
- Commandeur de la Légion d'honneur, le 25 décembre 1837
- Grand officier de la Légion d'honneur, le 7 septembre 1850[6]
- Chevalier de l'ordre royal et militaire de Saint-Louis

## Hommage
- rue contre-amiral Théodore Deloffre, à Lorient[7].